# Великовільшаницька сільська рада
| Великовільшаницька сільська рада — колишній орган місцевого самоврядування у Золочівському районі Львівської області з адміністративним центром у с. Велика Вільшаниця. Історична дата утворення: в 1939 році. Водоймища на території, підпорядкованій даній раді: річка Гологірка. Сільській раді були підпорядковані населені пункти: - с. Велика Вільшаниця - с. Гологірки - с. Стінка - с. Трудовач |

## Склад ради
Рада складалася з 16 депутатів та голови.

### Керівний склад ради
| ПІБ                        | Основні відомості                                                                          | Дата обрання | Дата звільнення |
| -------------------------- | ------------------------------------------------------------------------------------------ | ------------ | --------------- |
| Листвак Роман Васильович   | Сільський голова, 1960 року народження, освіта, безпартійний                               | 26.03.2006   | 31.10.2010      |
| Волошин Ігор Володимирович | Сільський голова, 1964 року народження, освіта вища, член політичної партії 'Наша Україна' | 31.10.2010   |                 |

Примітка: таблиця складена за даними джерела